# M36 (astronomia)
M 36 (conosciuto anche come Messier 36 o NGC 1960) è un ammasso aperto visibile nella costellazione dell'Auriga. La sua scoperta è stata, fino al 1984, attribuita a Guillaume Le Gentil (1749); oggi invece si attribuisce la scoperta di M36 a Giovan Battista Odierna, avvenuta prima del 1654.
Di facile osservazione, anche con un semplice binocolo, appare alto nel cielo nelle notti invernali dell'emisfero boreale.

## Osservazione

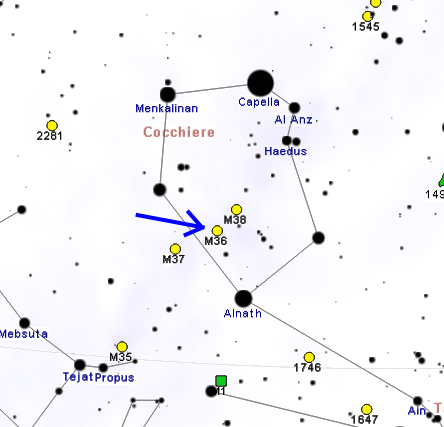
Mappa per trovare M36.

M36 si individua con facilità circa 6° a sudovest della stella θ Aurigae, in un'area ricca di altri ammassi aperti; la sua posizione fa sì che sia ben osservabile soprattutto dall'emisfero boreale, dove raggiunge lo zenit al 34°N, mentre dall'emisfero australe risulta mediamente non molto alto sull'orizzonte, sebbene si possa individuare da tutte le aree abitate del pianeta.
L'ammasso è visibile anche con il più piccolo dei binocoli, e se il cielo è particolarmente nitido è pure al limite della visibilità ad occhio nudo. Un 10x50 già lo risolve in stelle, mentre con un 20x80 si osservano decine di stelle, tutte di colore azzurro. Strumenti più piccoli, come un 7x30, consentono invece una risoluzione parziale, lasciando nelle aree centrali una parte non risolta, di aspetto nebuloso.
Un telescopio da 120mm arriva a risolvere fino a 50 stelle, mentre con un 150mm già si può scindere con facilità la stella doppia Struve 737, visibile verso il centro dell'ammasso; molte delle altre componenti sembrano disposte in coppia. In un 200mm l'ammasso conta fino a 80 componenti, apparendo così completamente osservabile.

## Storia delle osservazioni
Charles Messier osservò quest'ammasso la notte fra il 2 e il 3 aprile del 1764, determinandone la posizione tramite la vicina stella φ Aurigae e riconoscendone la sua natura esclusivamente stellare, senza traccia di nebulosità; tuttavia il primo a osservare quest'ammasso fu Giovan Battista Hodierna: viene infatti descritto come macchia nebulosa in un suo scritto del 1654, assieme ai vicini M37 e M38, sebbene le sue annotazioni siano state divulgate solo nel 1984. In seguito fu riscoperto indipendentemente da Le Gentil assieme agli altri due ammassi. John Herschel scopre in esso una stella doppia, Struve 737, affermando che può essere utilizzata per scoprire se esistono moti interni a questo genere di ammassi stellari; in seguito, l'ammiraglio Smyth descrive M36 paragonandolo a "una stella i cui raggi sono composti da tante stelline".

## Caratteristiche
M36 si trova ad una distanza di circa 4100 anni luce dalla Terra, nel Braccio di Perseo, quello subito più esterno al nostro; con un diametro apparente di 12', corrisponde ad un diametro reale di circa 14 anni luce.
M36 è anche uno degli ammassi più giovani, con un'età stimata di 20-25 milioni di anni: non contiene infatti alcuna gigante rossa, al contrario dei due ammassi vicini M37 ed M38. Le componenti più brillanti sono di ottava magnitudine, fra cui spicca una gigante blu di magnitudine 8,3, di classe spettrale B3; di fatto M36 costituisce il centro del sottogruppo più vicino dell'associazione stellare Auriga OB1. Il numero delle componenti reali dell'ammasso sarebbe circa 60 e secondo i risultati di un'analisi spettrografica avrebbero una rapida velocità di rotazione; come altri ammassi aperti, anche questo mostra evidenti segni di segregazione di massa. L'ammasso tende ad avvicinarsi a noi alla velocità di 5 km/s.
M36 è molto simile all'ammasso delle Pleiadi (M45), e se questi fossero alla stessa distanza dalla Terra avrebbero una magnitudine simile. La sua luminosità totale è paragonabile a quella di circa 5.000 Soli.
Si è ipotizzato che una delle stelle OB più massicce di M36 sia esplosa come supernova circa 40.000 anni fa, dopo essere stata espulsa dall'ammasso, generando l'esteso resto di supernova noto come Simeis 147, visibile più a sud, fra Toro e Auriga; sebbene la distanza di quest'oggetto sia stata tradizionalmente indicata come pari a 800 parsec, gli studi più recenti tendono a riportare una distanza di 1470 parsec, compatibile con M36, suggerendo quindi una certa affinità.

### Libri
- (EN) Stephen James O'Meara, Deep Sky Companions: The Messier Objects, Cambridge University Press, 1998, ISBN 0-521-55332-6.

### Carte celesti
- Toshimi Taki, Taki's 8.5 Magnitude Star Atlas, su geocities.jp, 2005. URL consultato il 7 novembre 2010 (archiviato dall'url originale il 5 novembre 2018). - Atlante celeste liberamente scaricabile in formato PDF.
- Tirion, Rappaport, Lovi, Uranometria 2000.0 - Volume I - The Northern Hemisphere to -6°, Richmond, Virginia, USA, Willmann-Bell, inc., 1987, ISBN 0-943396-14-X.
- Tirion, Sinnott, Sky Atlas 2000.0, 2ª ed., Cambridge, USA, Cambridge University Press, 1998, ISBN 0-933346-90-5.
- Tirion, The Cambridge Star Atlas 2000.0, 3ª ed., Cambridge, USA, Cambridge University Press, 2001, ISBN 0-521-80084-6.